# Txik Txak
Pour un article plus général, voir Transports en commun de l'agglomération du Pays Basque.
Txik Txak (prononcé /t͡ʃik t͡ʃak/) est, depuis le 4 juillet 2022, le nom du réseau de transports en commun urbains et interurbains de l'agglomération du Pays Basque sous administration du Syndicat des mobilités Pays Basque - Adour, qui regroupe les 158 communes de la communauté d'agglomération du Pays Basque et les communes de Tarnos, Ondres et Saint-Martin de Seignanx.
Jusqu'à cette date et depuis sa création en mars 2019, Txik Txak n'était qu'une marque-ombrelle.
Il regroupe les anciens réseaux de transport Chronoplus, Hegobus, Car Express et Transports 64.
En 2024, plus de 13 millions de voyageurs ont été comptabilisés sur le réseau.

## Histoire
La communauté d'agglomération du Pays Basque, qui est responsable de plusieurs réseaux de transport en commun publics, notamment Chronoplus, Hegobus, la navette Kintoa Mugi et d'anciennes lignes Transports 64 décide, en 2019, d'unifier les réseaux en un seul. Ainsi, le 28 mars 2019, après l'étude d'une agence de communication, est créée Txik Txak, une marque-ombrelle, préfiguration de l'unification des différents réseaux. Elle est rendue publique le 2 septembre 2019.
Conformément à la délibération du 22 septembre 2021, le comité syndical du syndicat des mobilités Pays Basque - Adour a officiellement lancé le 4 juillet 2022, la marque unique des mobilités Txik Txak afin de mettre en cohérence et d'unifier la gamme tarifaire, le système billettique, la marque, la gestion de la politique commerciale et les outils numériques en remplacement des marques historiques.
Grâce à cette décision, le réseau de transport Txik Txak s'étend désormais du sud des Landes à la frontière espagnole et permet de relier l'intérieur du Pays basque à la côte. Il devient possible de se déplacer au même tarif et avec un ticket unique sur l'ensemble des lignes du réseau, « pour moins cher qu'un litre d'essence ».
Le comité syndical du 7 juillet 2022 décide, en vue du renouvellement des contrats de délégation de service public des lignes régulières du réseau Txik Txak, de créer, trois délégations de service public séparant les zones littorale, rétro-littorale et intérieure.
L'exploitation du réseau est remise en concurrence en 2024. De nouveaux délégataires de service public sont votés le pour une entrée en service des nouveaux contrats en septembre 2024.
Le syndicat des mobilités Pays Basque - Adour a acté, lors du comité syndical extraordinaire du 29 février 2024, le choix des trois opérateurs pour exploiter le réseau dans les zones préalablement définies. RATP Dev récupère le réseau littoral (anciens réseaux Chronoplus, Hegobus et ligne 3), Transdev et Hiruak  Bat exploitent le réseau rétro-littoral et Hiruak Bat exploite le réseau intérieur. La refonte du réseau a été mise en œuvre au 6 janvier 2025 afin de mieux répondre aux besoins de mobilité des usagers,.

## Anciens réseaux

### Txik Txak - Secteur nord
T1   T2    4     5     6    30   32   34   36   38   40   42   44   46   48   50   52   ADOUR 1 

### Txik Txak - Secteur sud
31   33   35   37   39   41   43   45   47   49   51 

### Txik Txak - Secteur est
3    10   11   12   13   14   15   16 

## Lignes actuelles

### Réseau littoral
| Ligne | Caractéristiques | Caractéristiques                                                              | Caractéristiques                                                              | Caractéristiques                                                              | Caractéristiques                                                              | Caractéristiques                                                              | Caractéristiques                                                              | Caractéristiques                                                              | Caractéristiques                                                              |
| T1    | Bayonne — Hauts de Bayonne ⥋ Biarritz — Mairie de Biarritz—Louis Barthou | Bayonne — Hauts de Bayonne ⥋ Biarritz — Mairie de Biarritz—Louis Barthou      | Bayonne — Hauts de Bayonne ⥋ Biarritz — Mairie de Biarritz—Louis Barthou      | Bayonne — Hauts de Bayonne ⥋ Biarritz — Mairie de Biarritz—Louis Barthou      | Bayonne — Hauts de Bayonne ⥋ Biarritz — Mairie de Biarritz—Louis Barthou      | Bayonne — Hauts de Bayonne ⥋ Biarritz — Mairie de Biarritz—Louis Barthou      | Bayonne — Hauts de Bayonne ⥋ Biarritz — Mairie de Biarritz—Louis Barthou      | Bayonne — Hauts de Bayonne ⥋ Biarritz — Mairie de Biarritz—Louis Barthou      | Bayonne — Hauts de Bayonne ⥋ Biarritz — Mairie de Biarritz—Louis Barthou      |
| ----- | --- | ----------------------------------------------------------------------------- | ----------------------------------------------------------------------------- | ----------------------------------------------------------------------------- | ----------------------------------------------------------------------------- | ----------------------------------------------------------------------------- | ----------------------------------------------------------------------------- | ----------------------------------------------------------------------------- | ----------------------------------------------------------------------------- |
| T1    | Ouverture / Fermeture 2 septembre 2019 / — | Longueur 12 km                                                                | Durée 43 min                                                                  | Nb. d’arrêts 31                                                               | Matériel ie.tram                                                              | Jours de fonctionnement L, Ma, Me, J, V, S, D                                 | Jour / Soir / Nuit / Fêtes O / O / N / O                                      | Voy. / an —                                                                   | Exploitant RATP Dev Pays Basque Adour                                         |
| T1    | Desserte : - Villes et lieux desservis : Bayonne (Hauts de Bayonne, Place des Gascons, Caradoc, Tourettes, Gare de Bayonne, Mairie de Bayonne, Place des Basques, Sous-Préfecture, CCI), Anglet (Forum, BAB2, Les Barthes, Bernain—Montòri, Mairie d'Anglet, Chassin), Biarritz (Aguilera, Saint-Charles, Continental, Le Palais, Mairie de Biarritz—Louis Barthou). - Gares desservies : Gare de Bayonne |                                                                               |                                                                               |                                                                               |                                                                               |                                                                               |                                                                               |                                                                               |                                                                               |
| T1    | Autre : - Arrêts non accessibles aux UFR : — - Fréquences (Heures Pointe/ Heures Creuses) : HP : 10 min / HC : 30 min - Particularités : Bus à haut niveau de service de l'agglomération du Pays Basque - Date de dernière mise à jour : 5 janvier 2025. |                                                                               |                                                                               |                                                                               |                                                                               |                                                                               |                                                                               |                                                                               |                                                                               |
| T1    | Dernière actualisation : — |                                                                               |                                                                               |                                                                               |                                                                               |                                                                               |                                                                               |                                                                               |                                                                               |
| T2    | Bayonne — Technocité ⥋ Tarnos — Garros | Bayonne — Technocité ⥋ Tarnos — Garros                                        | Bayonne — Technocité ⥋ Tarnos — Garros                                        | Bayonne — Technocité ⥋ Tarnos — Garros                                        | Bayonne — Technocité ⥋ Tarnos — Garros                                        | Bayonne — Technocité ⥋ Tarnos — Garros                                        | Bayonne — Technocité ⥋ Tarnos — Garros                                        | Bayonne — Technocité ⥋ Tarnos — Garros                                        | Bayonne — Technocité ⥋ Tarnos — Garros                                        |
| T2    | Ouverture / Fermeture 26 avril 2021 / — | Longueur 12 km                                                                | Durée —                                                                       | Nb. d’arrêts 26                                                               | Matériel ie.tram                                                              | Jours de fonctionnement L, Ma, Me, J, V, S, D                                 | Jour / Soir / Nuit / Fêtes O / O / N / O                                      | Voy. / an —                                                                   | Exploitant RATP                                                               |
| T2    | Desserte : - Villes et lieux desservis : Bayonne (Mairie, Hôpital, Stade Jean Dauger, Technocité) - Gares desservies : Gare de Bayonne |                                                                               |                                                                               |                                                                               |                                                                               |                                                                               |                                                                               |                                                                               |                                                                               |
| T2    | Autre : - Arrêts non accessibles aux UFR : — - Fréquences (Heures Pointe/ Heures Creuses) : HP : 15 min / HC : 30 min - Particularités : La ligne est prolongée en septembre 2024 jusqu’à Technocité, à Bayonne. - Date de dernière mise à jour : 5 janvier 2025. |                                                                               |                                                                               |                                                                               |                                                                               |                                                                               |                                                                               |                                                                               |                                                                               |
| T2    | Dernière actualisation : — |                                                                               |                                                                               |                                                                               |                                                                               |                                                                               |                                                                               |                                                                               |                                                                               |
| 3     | Gare de Bayonne Parvis ⥋ Saint Jean de Luz — Halte Routière | Gare de Bayonne Parvis ⥋ Saint Jean de Luz — Halte Routière                   | Gare de Bayonne Parvis ⥋ Saint Jean de Luz — Halte Routière                   | Gare de Bayonne Parvis ⥋ Saint Jean de Luz — Halte Routière                   | Gare de Bayonne Parvis ⥋ Saint Jean de Luz — Halte Routière                   | Gare de Bayonne Parvis ⥋ Saint Jean de Luz — Halte Routière                   | Gare de Bayonne Parvis ⥋ Saint Jean de Luz — Halte Routière                   | Gare de Bayonne Parvis ⥋ Saint Jean de Luz — Halte Routière                   | Gare de Bayonne Parvis ⥋ Saint Jean de Luz — Halte Routière                   |
| 3     | Ouverture / Fermeture 2 septembre 2019 / — | Longueur 22 km                                                                | Durée 55 min                                                                  | Nb. d’arrêts 40                                                               | Matériel Mercedes-Benz Citaro C2 Hyb Irizar ie3 Hyb                           | Jours de fonctionnement L, Ma, Me, J, V, S, D                                 | Jour / Soir / Nuit / Fêtes O / O / N / O                                      | Voy. / an 780 000 (2 023)                                                     | Exploitant RATP Dev Pays Basque Adour                                         |
| 3     | Desserte : - Villes et lieux desservis : Bayonne (Gare, Echauguette-Museoak, Place des Basques, Villa Pia), Anglet (Bernain - Montòri), Biarritz (Aéroport), Bidart (La Source, Église, Uhabia), Guéthary (Église), Saint-Jean-de-Luz (Akotz, Jai Alai, Halte routière). - Gares desservies : Gare de Bayonne, Gare de Saint-Jean-de-Luz-Ciboure                                                          |                                                                               |                                                                               |                                                                               |                                                                               |                                                                               |                                                                               |                                                                               |                                                                               |
| 3     | Autre : - Arrêts non accessibles aux UFR : — - Fréquences (Semaine / Samedi / Dimanche) : 15 min / 20 min / 30 min - Date de dernière mise à jour : 5 janvier 2025. |                                                                               |                                                                               |                                                                               |                                                                               |                                                                               |                                                                               |                                                                               |                                                                               |
| 3     | Dernière actualisation : — |                                                                               |                                                                               |                                                                               |                                                                               |                                                                               |                                                                               |                                                                               |                                                                               |
| 4     | Hendaye ― Grande Plage ⥋ Saint Jean de Luz — Halte Routière | Hendaye ― Grande Plage ⥋ Saint Jean de Luz — Halte Routière                   | Hendaye ― Grande Plage ⥋ Saint Jean de Luz — Halte Routière                   | Hendaye ― Grande Plage ⥋ Saint Jean de Luz — Halte Routière                   | Hendaye ― Grande Plage ⥋ Saint Jean de Luz — Halte Routière                   | Hendaye ― Grande Plage ⥋ Saint Jean de Luz — Halte Routière                   | Hendaye ― Grande Plage ⥋ Saint Jean de Luz — Halte Routière                   | Hendaye ― Grande Plage ⥋ Saint Jean de Luz — Halte Routière                   | Hendaye ― Grande Plage ⥋ Saint Jean de Luz — Halte Routière                   |
| 4     | Ouverture / Fermeture 6 janvier 2025 / — | Longueur 16 km                                                                | Durée 32 min                                                                  | Nb. d’arrêts 21                                                               | Matériel —                                                                    | Jours de fonctionnement L, Ma, Me, J, V, S, D                                 | Jour / Soir / Nuit / Fêtes O / O / N / O                                      | Voy. / an —                                                                   | Exploitant RATP Dev Pays Basque Adour                                         |
| 4     | Desserte : - Villes et lieux desservis : Hendaye (Grande Plage, Gare, Centre commercial), Urrugne (Bourg, Stade, Souhara), Ciboure (Edmond Speraber), Saint-Jean-de-Luz (Gare) - Gares desservies : Gare de Hendaye, Gare de Saint-Jean-de-Luz-Ciboure |                                                                               |                                                                               |                                                                               |                                                                               |                                                                               |                                                                               |                                                                               |                                                                               |
| 4     | Autre : - Arrêts non accessibles aux UFR : — - Fréquences (Lundi à Samedi / Dimanche) : 30 min / 45 min - Date de dernière mise à jour : 5 janvier 2025. |                                                                               |                                                                               |                                                                               |                                                                               |                                                                               |                                                                               |                                                                               |                                                                               |
| 4     | Dernière actualisation : — |                                                                               |                                                                               |                                                                               |                                                                               |                                                                               |                                                                               |                                                                               |                                                                               |
| 5     | Bayonne ― Sainsontan ⥋ Biarritz — Halle Iraty | Bayonne ― Sainsontan ⥋ Biarritz — Halle Iraty                                 | Bayonne ― Sainsontan ⥋ Biarritz — Halle Iraty                                 | Bayonne ― Sainsontan ⥋ Biarritz — Halle Iraty                                 | Bayonne ― Sainsontan ⥋ Biarritz — Halle Iraty                                 | Bayonne ― Sainsontan ⥋ Biarritz — Halle Iraty                                 | Bayonne ― Sainsontan ⥋ Biarritz — Halle Iraty                                 | Bayonne ― Sainsontan ⥋ Biarritz — Halle Iraty                                 | Bayonne ― Sainsontan ⥋ Biarritz — Halle Iraty                                 |
| 5     | Ouverture / Fermeture 2 septembre 2019 / — | Longueur 21 km                                                                | Durée 85 min                                                                  | Nb. d’arrêts 72                                                               | Matériel —                                                                    | Jours de fonctionnement L, Ma, Me, J, V, S, D                                 | Jour / Soir / Nuit / Fêtes O / O / N / O                                      | Voy. / an —                                                                   | Exploitant RATP Dev Pays Basque Adour                                         |
| 5     | Desserte : - Villes et lieux desservis : Bayonne (Place des Gascons, Alsace Lorraine, Echauguette-Museoak, Place des Basques, Saint Léon, Hôpital, Polo Beyris), Anglet (Les Barthes, Bois Belin), Biarritz (Cité Scolaire, Le Palais, Saint-Martin, Gare de Biarritz, Halle d'Iraty) - Gares desservies : Gare de Bayonne, Gare de Biarritz                                                              |                                                                               |                                                                               |                                                                               |                                                                               |                                                                               |                                                                               |                                                                               |                                                                               |
| 5     | Autre : - Arrêts non accessibles aux UFR : — - Fréquences (Semaine / Samedi / Dimanche) : 15 min / 20 min / 45 min - Date de dernière mise à jour : 5 janvier 2025. |                                                                               |                                                                               |                                                                               |                                                                               |                                                                               |                                                                               |                                                                               |                                                                               |
| 5     | Dernière actualisation : — |                                                                               |                                                                               |                                                                               |                                                                               |                                                                               |                                                                               |                                                                               |                                                                               |
| 6     | Gare de Biarritz ⥋ Saint-Pierre-d'Irube — Ametzondo | Gare de Biarritz ⥋ Saint-Pierre-d'Irube — Ametzondo                           | Gare de Biarritz ⥋ Saint-Pierre-d'Irube — Ametzondo                           | Gare de Biarritz ⥋ Saint-Pierre-d'Irube — Ametzondo                           | Gare de Biarritz ⥋ Saint-Pierre-d'Irube — Ametzondo                           | Gare de Biarritz ⥋ Saint-Pierre-d'Irube — Ametzondo                           | Gare de Biarritz ⥋ Saint-Pierre-d'Irube — Ametzondo                           | Gare de Biarritz ⥋ Saint-Pierre-d'Irube — Ametzondo                           | Gare de Biarritz ⥋ Saint-Pierre-d'Irube — Ametzondo                           |
| 6     | Ouverture / Fermeture 2 septembre 2019 / — | Longueur 18 km                                                                | Durée 55 min                                                                  | Nb. d’arrêts 39                                                               | Matériel —                                                                    | Jours de fonctionnement L, Ma, Me, J, V, S, D                                 | Jour / Soir / Nuit / Fêtes O / O / N / O                                      | Voy. / an —                                                                   | Exploitant RATP Dev Pays Basque Adour                                         |
| 6     | Desserte : - Villes et lieux desservis : Biarritz (Gare, Halle Iraty, Europe), Anglet (Larochefoucauld, 5 Cantons), [Bayonne] (Nouvelle Poste, Balishon, Place des Basques, Echauguette-Museoak, Cam de Prats), Saint-Pierre-d'Irube (Plaza Berri, Etxerruti, Aturri, Ametzondo - Gare desservie : Gare de Biarritz                                                                                       |                                                                               |                                                                               |                                                                               |                                                                               |                                                                               |                                                                               |                                                                               |                                                                               |
| 6     | Autre : - Arrêts non accessibles aux UFR : — - Fréquences (Lundi à Samedi / Dimanche) : 20 min / 60 min - Date de dernière mise à jour : 5 janvier 2025. |                                                                               |                                                                               |                                                                               |                                                                               |                                                                               |                                                                               |                                                                               |                                                                               |
| 6     | Dernière actualisation : — |                                                                               |                                                                               |                                                                               |                                                                               |                                                                               |                                                                               |                                                                               |                                                                               |
| 7     | Anglet ― Quintaou-Endarra ⥋ Tarnos — Square Mora | Anglet ― Quintaou-Endarra ⥋ Tarnos — Square Mora                              | Anglet ― Quintaou-Endarra ⥋ Tarnos — Square Mora                              | Anglet ― Quintaou-Endarra ⥋ Tarnos — Square Mora                              | Anglet ― Quintaou-Endarra ⥋ Tarnos — Square Mora                              | Anglet ― Quintaou-Endarra ⥋ Tarnos — Square Mora                              | Anglet ― Quintaou-Endarra ⥋ Tarnos — Square Mora                              | Anglet ― Quintaou-Endarra ⥋ Tarnos — Square Mora                              | Anglet ― Quintaou-Endarra ⥋ Tarnos — Square Mora                              |
| 7     | Ouverture / Fermeture 6 janvier 2025 / — | Longueur 15 km                                                                | Durée 55 min                                                                  | Nb. d’arrêts 47 / 50                                                          | Matériel —                                                                    | Jours de fonctionnement L, Ma, Me, J, V, S, D                                 | Jour / Soir / Nuit / Fêtes O / O / N / O                                      | Voy. / an —                                                                   | Exploitant RATP Dev Pays Basque Adour                                         |
| 7     | Desserte : - Villes et lieux desservis : Anglet (Quintaou, Bernain,), Bayonne (Université des Métiers, René Cassin, Arsenal, Réduit-Boufflers, Gare, Maubèc, Matràs), Boucau (Pont St-Bernard, Pont Neuf, Mairie, Gare, Montespan, Pichepaou), Tarnos (Rue d'Espagne, Square Mora) - Gares desservies : Gare de Bayonne, Gare de Boucau                                                                   |                                                                               |                                                                               |                                                                               |                                                                               |                                                                               |                                                                               |                                                                               |                                                                               |
| 7     | Autre : - Arrêts non accessibles aux UFR : — - Fréquences (Semaine / Samedi / Dimanche) : 20 min / 30 min / 60 min - Date de dernière mise à jour : 5 janvier 2025. |                                                                               |                                                                               |                                                                               |                                                                               |                                                                               |                                                                               |                                                                               |                                                                               |
| 7     | Dernière actualisation : — |                                                                               |                                                                               |                                                                               |                                                                               |                                                                               |                                                                               |                                                                               |                                                                               |
| 8     | Bidart ― Izarbel ⥋ Anglet — Aéroport de Biarritz | Bidart ― Izarbel ⥋ Anglet — Aéroport de Biarritz                              | Bidart ― Izarbel ⥋ Anglet — Aéroport de Biarritz                              | Bidart ― Izarbel ⥋ Anglet — Aéroport de Biarritz                              | Bidart ― Izarbel ⥋ Anglet — Aéroport de Biarritz                              | Bidart ― Izarbel ⥋ Anglet — Aéroport de Biarritz                              | Bidart ― Izarbel ⥋ Anglet — Aéroport de Biarritz                              | Bidart ― Izarbel ⥋ Anglet — Aéroport de Biarritz                              | Bidart ― Izarbel ⥋ Anglet — Aéroport de Biarritz                              |
| 8     | Ouverture / Fermeture 6 janvier 2025 / — | Longueur 5 km                                                                 | Durée 12 min                                                                  | Nb. d’arrêts 7                                                                | Matériel —                                                                    | Jours de fonctionnement L, Ma, Me, J, V                                       | Jour / Soir / Nuit / Fêtes O / N / N / N                                      | Voy. / an —                                                                   | Exploitant RATP Dev Pays Basque Adour                                         |
| 8     | Desserte : - Villes et lieux desservis : Biarritz (Aéroport, Mousse-Iraty, Gare), Bidart (Antoine d'Abbadie, Izarbel) - Gares desservies : Gare de Biarritz |                                                                               |                                                                               |                                                                               |                                                                               |                                                                               |                                                                               |                                                                               |                                                                               |
| 8     | Autre : - Arrêts non accessibles aux UFR : — - Fréquences (Heures Pointe/ Heures Creuses) : HP : 15 min / HC : 30 min - Date de dernière mise à jour : 5 janvier 2025. |                                                                               |                                                                               |                                                                               |                                                                               |                                                                               |                                                                               |                                                                               |                                                                               |
| 8     | Dernière actualisation : — |                                                                               |                                                                               |                                                                               |                                                                               |                                                                               |                                                                               |                                                                               |                                                                               |
| 10    | Bayonne ― Hauts de Bayonne ⥋ Anglet — Chambre d'Amour | Bayonne ― Hauts de Bayonne ⥋ Anglet — Chambre d'Amour                         | Bayonne ― Hauts de Bayonne ⥋ Anglet — Chambre d'Amour                         | Bayonne ― Hauts de Bayonne ⥋ Anglet — Chambre d'Amour                         | Bayonne ― Hauts de Bayonne ⥋ Anglet — Chambre d'Amour                         | Bayonne ― Hauts de Bayonne ⥋ Anglet — Chambre d'Amour                         | Bayonne ― Hauts de Bayonne ⥋ Anglet — Chambre d'Amour                         | Bayonne ― Hauts de Bayonne ⥋ Anglet — Chambre d'Amour                         | Bayonne ― Hauts de Bayonne ⥋ Anglet — Chambre d'Amour                         |
| 10    | Ouverture / Fermeture 6 janvier 2025 / — | Longueur 18 km                                                                | Durée 53 min                                                                  | Nb. d’arrêts 51                                                               | Matériel —                                                                    | Jours de fonctionnement L, Ma, Me, J, V, S, D                                 | Jour / Soir / Nuit / Fêtes O / O / N / O                                      | Voy. / an —                                                                   | Exploitant RATP Dev Pays Basque Adour                                         |
| 10    | Desserte : - Villes et lieux desservis : Bayonne (Séqué, Saint-Frédéric, Alsace - Lorraine, Echauguette-Museoak, Mairie, Place des Basques, Paulmy, Arènes), Anglet (Hardoy, Acacias, Les Cigales, Pignada, Fontaine Laborde, Chambre d'Amour) - Gares desservies : Gare de Bayonne |                                                                               |                                                                               |                                                                               |                                                                               |                                                                               |                                                                               |                                                                               |                                                                               |
| 10    | Autre : - Arrêts non accessibles aux UFR : — - Fréquences (Lundi à Samedi / Dimanche) : 20 min / 60 min - Date de dernière mise à jour : 5 janvier 2025. |                                                                               |                                                                               |                                                                               |                                                                               |                                                                               |                                                                               |                                                                               |                                                                               |
| 10    | Dernière actualisation : — |                                                                               |                                                                               |                                                                               |                                                                               |                                                                               |                                                                               |                                                                               |                                                                               |
| 11    | Anglet ― La Barre ⥋ Biarritz — Cité Scolaire | Anglet ― La Barre ⥋ Biarritz — Cité Scolaire                                  | Anglet ― La Barre ⥋ Biarritz — Cité Scolaire                                  | Anglet ― La Barre ⥋ Biarritz — Cité Scolaire                                  | Anglet ― La Barre ⥋ Biarritz — Cité Scolaire                                  | Anglet ― La Barre ⥋ Biarritz — Cité Scolaire                                  | Anglet ― La Barre ⥋ Biarritz — Cité Scolaire                                  | Anglet ― La Barre ⥋ Biarritz — Cité Scolaire                                  | Anglet ― La Barre ⥋ Biarritz — Cité Scolaire                                  |
| 11    | Ouverture / Fermeture 6 janvier 2025 / — | Longueur 17 km                                                                | Durée 56 min                                                                  | Nb. d’arrêts 58                                                               | Matériel —                                                                    | Jours de fonctionnement L, Ma, Me, J, V, S, D                                 | Jour / Soir / Nuit / Fêtes O / O / N / O                                      | Voy. / an —                                                                   | Exploitant RATP Dev Pays Basque Adour                                         |
| 11    | Desserte : - Villes et lieux desservis : Anglet (La Barre, Blancpignon, Montbrun, La Butte aux Cailles, BAB 3000, Choisy, Bernain, Cantau, Aéroport de Biarritz), Biarritz (Ranquine, Kléber, Jardin Public, Mairie, Aillet, Cité Scolaire) |                                                                               |                                                                               |                                                                               |                                                                               |                                                                               |                                                                               |                                                                               |                                                                               |
| 11    | Autre : - Arrêts non accessibles aux UFR : — - Fréquences (Lundi à Samedi / Dimanche) : 30 min / 60 min - Date de dernière mise à jour : 6 janvier 2025. |                                                                               |                                                                               |                                                                               |                                                                               |                                                                               |                                                                               |                                                                               |                                                                               |
| 11    | Dernière actualisation : — |                                                                               |                                                                               |                                                                               |                                                                               |                                                                               |                                                                               |                                                                               |                                                                               |
| 12    | Biarritz ― Gare de Biarritz ⥋ Bayonne — Place des Basques | Biarritz ― Gare de Biarritz ⥋ Bayonne — Place des Basques                     | Biarritz ― Gare de Biarritz ⥋ Bayonne — Place des Basques                     | Biarritz ― Gare de Biarritz ⥋ Bayonne — Place des Basques                     | Biarritz ― Gare de Biarritz ⥋ Bayonne — Place des Basques                     | Biarritz ― Gare de Biarritz ⥋ Bayonne — Place des Basques                     | Biarritz ― Gare de Biarritz ⥋ Bayonne — Place des Basques                     | Biarritz ― Gare de Biarritz ⥋ Bayonne — Place des Basques                     | Biarritz ― Gare de Biarritz ⥋ Bayonne — Place des Basques                     |
| 12    | Ouverture / Fermeture 6 janvier 2025 / — | Longueur 21 km                                                                | Durée 60 min                                                                  | Nb. d’arrêts 58                                                               | Matériel —                                                                    | Jours de fonctionnement L, Ma, Me, J, V, S, D                                 | Jour / Soir / Nuit / Fêtes O / O / N / O                                      | Voy. / an —                                                                   | Exploitant RATP Dev Pays Basque Adour                                         |
| 12    | Desserte : - Villes et lieux desservis : Biarritz (Gare, Fal, Cité de l'Océan, Beaurivage, Jardin Public, Mairie, Aillet), Anglet (Mer et Golf, Chambre d'Amour, Le Golf, La Barre, Port de Plaisance, L'Empereur, Fine, Montbrun), Bayonne (Balishon, Place des Basques) - Gares desservies : Gare de Bayonne                                                                                            |                                                                               |                                                                               |                                                                               |                                                                               |                                                                               |                                                                               |                                                                               |                                                                               |
| 12    | Autre : - Arrêts non accessibles aux UFR : — - Fréquences (Lundi à Samedi / Dimanche) : 30 min / 50 min - Date de dernière mise à jour : 7 janvier 2025. |                                                                               |                                                                               |                                                                               |                                                                               |                                                                               |                                                                               |                                                                               |                                                                               |
| 12    | Dernière actualisation : — |                                                                               |                                                                               |                                                                               |                                                                               |                                                                               |                                                                               |                                                                               |                                                                               |
| 13    | Anglet ― Chambre d'Amour ⥋ Bayonne — Coeur de Sutar | Anglet ― Chambre d'Amour ⥋ Bayonne — Coeur de Sutar                           | Anglet ― Chambre d'Amour ⥋ Bayonne — Coeur de Sutar                           | Anglet ― Chambre d'Amour ⥋ Bayonne — Coeur de Sutar                           | Anglet ― Chambre d'Amour ⥋ Bayonne — Coeur de Sutar                           | Anglet ― Chambre d'Amour ⥋ Bayonne — Coeur de Sutar                           | Anglet ― Chambre d'Amour ⥋ Bayonne — Coeur de Sutar                           | Anglet ― Chambre d'Amour ⥋ Bayonne — Coeur de Sutar                           | Anglet ― Chambre d'Amour ⥋ Bayonne — Coeur de Sutar                           |
| 13    | Ouverture / Fermeture 6 janvier 2025 / — | Longueur 8 km                                                                 | Durée 25 min                                                                  | Nb. d’arrêts 28                                                               | Matériel —                                                                    | Jours de fonctionnement L, Ma, Me, J, V, S, D                                 | Jour / Soir / Nuit / Fêtes O / O / N / O                                      | Voy. / an —                                                                   | Exploitant RATP Dev Pays Basque Adour                                         |
| 13    | Desserte : - Villes et lieux desservis : Anglet (Chambre d'Amour, Stella Maris, 5 Cantons, Bernain, Maignon, Sutar) |                                                                               |                                                                               |                                                                               |                                                                               |                                                                               |                                                                               |                                                                               |                                                                               |
| 13    | Autre : - Arrêts non accessibles aux UFR : — - Fréquences (Lundi à Vendredi / Samedi et Dimanche) : 30 min / 60 min - Particularités: Terminus exceptionnels aux arrêts Les Vagues et Troix Croix à certains horaires - Date de dernière mise à jour : 7 janvier 2025. |                                                                               |                                                                               |                                                                               |                                                                               |                                                                               |                                                                               |                                                                               |                                                                               |
| 13    | Dernière actualisation : — |                                                                               |                                                                               |                                                                               |                                                                               |                                                                               |                                                                               |                                                                               |                                                                               |
| 14    | Hendaye ― Orangers ⥋ Irun — Behobia | Hendaye ― Orangers ⥋ Irun — Behobia                                           | Hendaye ― Orangers ⥋ Irun — Behobia                                           | Hendaye ― Orangers ⥋ Irun — Behobia                                           | Hendaye ― Orangers ⥋ Irun — Behobia                                           | Hendaye ― Orangers ⥋ Irun — Behobia                                           | Hendaye ― Orangers ⥋ Irun — Behobia                                           | Hendaye ― Orangers ⥋ Irun — Behobia                                           | Hendaye ― Orangers ⥋ Irun — Behobia                                           |
| 14    | Ouverture / Fermeture 6 janvier 2025 / — | Longueur 14 km                                                                | Durée 42 min                                                                  | Nb. d’arrêts 36                                                               | Matériel —                                                                    | Jours de fonctionnement L, Ma, Me, J, V, S, D                                 | Jour / Soir / Nuit / Fêtes O / O / N / O                                      | Voy. / an —                                                                   | Exploitant RATP Dev Pays Basque Adour                                         |
| 14    | Desserte : - Villes et lieux desservis : Irun (Béhobie), Hendaye (Centre Commercial, Beltzenea, Orio, Zopite, Abadia, Gare Plage d’Hendaye, Grande Plage, Port) - Gares desservies : Gare des Deux-Jumeaux |                                                                               |                                                                               |                                                                               |                                                                               |                                                                               |                                                                               |                                                                               |                                                                               |
| 14    | Autre : - Arrêts non accessibles aux UFR : — - Fréquences (Lundi à Samedi / Dimanche) : 30 min / 120 min - Date de dernière mise à jour : 7 janvier 2025. |                                                                               |                                                                               |                                                                               |                                                                               |                                                                               |                                                                               |                                                                               |                                                                               |
| 14    | Dernière actualisation : — |                                                                               |                                                                               |                                                                               |                                                                               |                                                                               |                                                                               |                                                                               |                                                                               |
| 15    | Hendaye ― EHPAD ⥋ Irun — Plaza San Juan | Hendaye ― EHPAD ⥋ Irun — Plaza San Juan                                       | Hendaye ― EHPAD ⥋ Irun — Plaza San Juan                                       | Hendaye ― EHPAD ⥋ Irun — Plaza San Juan                                       | Hendaye ― EHPAD ⥋ Irun — Plaza San Juan                                       | Hendaye ― EHPAD ⥋ Irun — Plaza San Juan                                       | Hendaye ― EHPAD ⥋ Irun — Plaza San Juan                                       | Hendaye ― EHPAD ⥋ Irun — Plaza San Juan                                       | Hendaye ― EHPAD ⥋ Irun — Plaza San Juan                                       |
| 15    | Ouverture / Fermeture 6 janvier 2025 / — | Longueur 7 km                                                                 | Durée 20 min                                                                  | Nb. d’arrêts 16                                                               | Matériel —                                                                    | Jours de fonctionnement L, Ma, Me, J, V, S, D                                 | Jour / Soir / Nuit / Fêtes O / O / N / O                                      | Voy. / an —                                                                   | Exploitant RATP Dev Pays Basque Adour                                         |
| 15    | Desserte : - Villes et lieux desservis : Hendaye (Abadia, Palmier, Cèdres, Ville, Gare d'Hendaye), Irun (Ficoba, Mendibil) - Gares desservies : Gare d'Hendaye |                                                                               |                                                                               |                                                                               |                                                                               |                                                                               |                                                                               |                                                                               |                                                                               |
| 15    | Autre : - Arrêts non accessibles aux UFR : — - Fréquences (Lundi à Samedi / Dimanche) : 30 min / 60 min - Date de dernière mise à jour : 7 janvier 2025. |                                                                               |                                                                               |                                                                               |                                                                               |                                                                               |                                                                               |                                                                               |                                                                               |
| 15    | Dernière actualisation : — |                                                                               |                                                                               |                                                                               |                                                                               |                                                                               |                                                                               |                                                                               |                                                                               |
| 16    | Saint-Jean-de-Luz ― Lafitenia ⥋ Ciboure — Port de Zokoa | Saint-Jean-de-Luz ― Lafitenia ⥋ Ciboure — Port de Zokoa                       | Saint-Jean-de-Luz ― Lafitenia ⥋ Ciboure — Port de Zokoa                       | Saint-Jean-de-Luz ― Lafitenia ⥋ Ciboure — Port de Zokoa                       | Saint-Jean-de-Luz ― Lafitenia ⥋ Ciboure — Port de Zokoa                       | Saint-Jean-de-Luz ― Lafitenia ⥋ Ciboure — Port de Zokoa                       | Saint-Jean-de-Luz ― Lafitenia ⥋ Ciboure — Port de Zokoa                       | Saint-Jean-de-Luz ― Lafitenia ⥋ Ciboure — Port de Zokoa                       | Saint-Jean-de-Luz ― Lafitenia ⥋ Ciboure — Port de Zokoa                       |
| 16    | Ouverture / Fermeture 6 janvier 2025 / — | Longueur 16 km                                                                | Durée 49 min                                                                  | Nb. d’arrêts 34                                                               | Matériel —                                                                    | Jours de fonctionnement L, Ma, Me, J, V, S, D                                 | Jour / Soir / Nuit / Fêtes O / O / N / O                                      | Voy. / an —                                                                   | Exploitant Le Basque Bondissant                                               |
| 16    | Desserte : - Villes et lieux desservis : Saint-Jean-de-Luz (Akotz, Centre Commercial, Laiatz, Ixaka, Halte Routière), Ciboure (Mairie, Marinela, Lycée Maritime), Urrugne (Camieta, Souhara) - Gares desservies : Gare de Saint-Jean-de-Luz - Ciboure |                                                                               |                                                                               |                                                                               |                                                                               |                                                                               |                                                                               |                                                                               |                                                                               |
| 16    | Autre : - Arrêts non accessibles aux UFR : — - Fréquences (Lundi à Samedi / Dimanche) : 30 min / 60 min - Date de dernière mise à jour : 11 janvier 2025. |                                                                               |                                                                               |                                                                               |                                                                               |                                                                               |                                                                               |                                                                               |                                                                               |
| 16    | Dernière actualisation : — |                                                                               |                                                                               |                                                                               |                                                                               |                                                                               |                                                                               |                                                                               |                                                                               |
| 17    | Ciboure ― Zaldi Xurito ⥋ Saint-Jean-de-Luz — Alturan | Ciboure ― Zaldi Xurito ⥋ Saint-Jean-de-Luz — Alturan                          | Ciboure ― Zaldi Xurito ⥋ Saint-Jean-de-Luz — Alturan                          | Ciboure ― Zaldi Xurito ⥋ Saint-Jean-de-Luz — Alturan                          | Ciboure ― Zaldi Xurito ⥋ Saint-Jean-de-Luz — Alturan                          | Ciboure ― Zaldi Xurito ⥋ Saint-Jean-de-Luz — Alturan                          | Ciboure ― Zaldi Xurito ⥋ Saint-Jean-de-Luz — Alturan                          | Ciboure ― Zaldi Xurito ⥋ Saint-Jean-de-Luz — Alturan                          | Ciboure ― Zaldi Xurito ⥋ Saint-Jean-de-Luz — Alturan                          |
| 17    | Ouverture / Fermeture 6 janvier 2025 / — | Longueur 11 km                                                                | Durée 37 min                                                                  | Nb. d’arrêts 31                                                               | Matériel —                                                                    | Jours de fonctionnement L, Ma, Me, J, V, S, D                                 | Jour / Soir / Nuit / Fêtes O / O / N / O                                      | Voy. / an —                                                                   | Exploitant RATP Dev Pays Basque Adour                                         |
| 17    | Desserte : - Villes et lieux desservis : Saint-Jean-de-Luz (Laiatz, Ilargia, Erromardia, Léon Gambetta, Halte Routière), Ciboure (Mairie, Marinela, Sainte-Croix) - Gares desservies : Gare de Saint-Jean-de-Luz - Ciboure |                                                                               |                                                                               |                                                                               |                                                                               |                                                                               |                                                                               |                                                                               |                                                                               |
| 17    | Autre : - Arrêts non accessibles aux UFR : — - Fréquences (Lundi à Samedi / Dimanche) : 30 min / 60 min - Date de dernière mise à jour : 11 janvier 2025. |                                                                               |                                                                               |                                                                               |                                                                               |                                                                               |                                                                               |                                                                               |                                                                               |
| 17    | Dernière actualisation : — |                                                                               |                                                                               |                                                                               |                                                                               |                                                                               |                                                                               |                                                                               |                                                                               |
| 18    | Saint-Jean-de-Luz — Halte Routière ⥋ Biarritz — Mairie de Biarritz L. Barthou | Saint-Jean-de-Luz — Halte Routière ⥋ Biarritz — Mairie de Biarritz L. Barthou | Saint-Jean-de-Luz — Halte Routière ⥋ Biarritz — Mairie de Biarritz L. Barthou | Saint-Jean-de-Luz — Halte Routière ⥋ Biarritz — Mairie de Biarritz L. Barthou | Saint-Jean-de-Luz — Halte Routière ⥋ Biarritz — Mairie de Biarritz L. Barthou | Saint-Jean-de-Luz — Halte Routière ⥋ Biarritz — Mairie de Biarritz L. Barthou | Saint-Jean-de-Luz — Halte Routière ⥋ Biarritz — Mairie de Biarritz L. Barthou | Saint-Jean-de-Luz — Halte Routière ⥋ Biarritz — Mairie de Biarritz L. Barthou | Saint-Jean-de-Luz — Halte Routière ⥋ Biarritz — Mairie de Biarritz L. Barthou |
| 18    | Ouverture / Fermeture 6 janvier 2025 / — | Longueur 16 km                                                                | Durée 38 min                                                                  | Nb. d’arrêts 32                                                               | Matériel —                                                                    | Jours de fonctionnement L, Ma, Me, J, V, S, D                                 | Jour / Soir / Nuit / Fêtes O / O / N / O                                      | Voy. / an —                                                                   | Exploitant Le Basque Bondissant                                               |
| 18    | Desserte : - Villes et lieux desservis : Saint-Jean-de-Luz (Halte Routière, Ilargia, Centre commercial, Belharra, Akotz), Guéthary (Estalo), Bidart (Uhabia, Eglise, Bide Artean), Biarritz (Cité de l'Océan, Beaurivage, Hélianthe, Jardin Public) - Gares desservies : Gare de Saint-Jean-de-Luz - Ciboure                                                                                              |                                                                               |                                                                               |                                                                               |                                                                               |                                                                               |                                                                               |                                                                               |                                                                               |
| 18    | Autre : - Arrêts non accessibles aux UFR : — - Fréquences : 60 min - Date de dernière mise à jour : 11 janvier 2025. |                                                                               |                                                                               |                                                                               |                                                                               |                                                                               |                                                                               |                                                                               |                                                                               |
| 18    | Dernière actualisation : — |                                                                               |                                                                               |                                                                               |                                                                               |                                                                               |                                                                               |                                                                               |                                                                               |
| 19    | Tarnos — Castillon ⥋ Tarnos — Métro Plage | Tarnos — Castillon ⥋ Tarnos — Métro Plage                                     | Tarnos — Castillon ⥋ Tarnos — Métro Plage                                     | Tarnos — Castillon ⥋ Tarnos — Métro Plage                                     | Tarnos — Castillon ⥋ Tarnos — Métro Plage                                     | Tarnos — Castillon ⥋ Tarnos — Métro Plage                                     | Tarnos — Castillon ⥋ Tarnos — Métro Plage                                     | Tarnos — Castillon ⥋ Tarnos — Métro Plage                                     | Tarnos — Castillon ⥋ Tarnos — Métro Plage                                     |
| 19    | Ouverture / Fermeture 6 janvier 2025 / — | Longueur 11 km                                                                | Durée 30 min                                                                  | Nb. d’arrêts 29                                                               | Matériel —                                                                    | Jours de fonctionnement L, Ma, Me, J, V, S                                    | Jour / Soir / Nuit / Fêtes O / N / N / N                                      | Voy. / an —                                                                   | Exploitant Le Basque Bondissant                                               |
| 19    | Desserte : - Villes et lieux desservis : Tarnos (C. Cial l'Océan, Femmes d'un Siècle, Mairie de Tarnos, Square Mora, Julián Grimau) |                                                                               |                                                                               |                                                                               |                                                                               |                                                                               |                                                                               |                                                                               |                                                                               |
| 19    | Autre : - Arrêts non accessibles aux UFR : — - Fréquences (Lundi à Vendredi / Samedi) : 45 min / 90 min - Date de dernière mise à jour : 12 janvier 2025. |                                                                               |                                                                               |                                                                               |                                                                               |                                                                               |                                                                               |                                                                               |                                                                               |
| 19    | Dernière actualisation : — |                                                                               |                                                                               |                                                                               |                                                                               |                                                                               |                                                                               |                                                                               |                                                                               |
| 20    | Tarnos — Square Mora ⥋ Boucau — La Pinède | Tarnos — Square Mora ⥋ Boucau — La Pinède                                     | Tarnos — Square Mora ⥋ Boucau — La Pinède                                     | Tarnos — Square Mora ⥋ Boucau — La Pinède                                     | Tarnos — Square Mora ⥋ Boucau — La Pinède                                     | Tarnos — Square Mora ⥋ Boucau — La Pinède                                     | Tarnos — Square Mora ⥋ Boucau — La Pinède                                     | Tarnos — Square Mora ⥋ Boucau — La Pinède                                     | Tarnos — Square Mora ⥋ Boucau — La Pinède                                     |
| 20    | Ouverture / Fermeture 6 janvier 2025 / — | Longueur 8 km                                                                 | Durée 25 min                                                                  | Nb. d’arrêts 24                                                               | Matériel —                                                                    | Jours de fonctionnement L, Ma, Me, J, V, S                                    | Jour / Soir / Nuit / Fêtes O / N / N / N                                      | Voy. / an —                                                                   | Exploitant Le Basque Bondissant                                               |
| 20    | Desserte : - Villes et lieux desservis : Tarnos (Rue d'Espagne, C. Cial l'Océan), Boucau (Bigorre, Barthassot, Piquessary, A Noste, Maison des Associations) |                                                                               |                                                                               |                                                                               |                                                                               |                                                                               |                                                                               |                                                                               |                                                                               |
| 20    | Autre : - Arrêts non accessibles aux UFR : — - Fréquences : 60 min - Date de dernière mise à jour : 12 janvier 2025. |                                                                               |                                                                               |                                                                               |                                                                               |                                                                               |                                                                               |                                                                               |                                                                               |
| 20    | Dernière actualisation : — |                                                                               |                                                                               |                                                                               |                                                                               |                                                                               |                                                                               |                                                                               |                                                                               |
| 21    | Bayonne — Marrac ⥋ Bidart — Mairie de Bidart | Bayonne — Marrac ⥋ Bidart — Mairie de Bidart                                  | Bayonne — Marrac ⥋ Bidart — Mairie de Bidart                                  | Bayonne — Marrac ⥋ Bidart — Mairie de Bidart                                  | Bayonne — Marrac ⥋ Bidart — Mairie de Bidart                                  | Bayonne — Marrac ⥋ Bidart — Mairie de Bidart                                  | Bayonne — Marrac ⥋ Bidart — Mairie de Bidart                                  | Bayonne — Marrac ⥋ Bidart — Mairie de Bidart                                  | Bayonne — Marrac ⥋ Bidart — Mairie de Bidart                                  |
| 21    | Ouverture / Fermeture 6 janvier 2025 / — | Longueur 20 km                                                                | Durée 45 min                                                                  | Nb. d’arrêts 43                                                               | Matériel —                                                                    | Jours de fonctionnement L, Ma, Me, J, V, S                                    | Jour / Soir / Nuit / Fêtes O / N / N / N                                      | Voy. / an —                                                                   | Exploitant RATP Dev Pays Basque Adour                                         |
| 21    | Desserte : - Villes et lieux desservis : Bayonne (Technocité, Maignon), Anglet (Maryse Bastié), Biarritz (Halle Iraty, Gare de Biarritz), Bidart (Lore Landa, Domaine Bassilour, Ur Onea) - Gares desservies : Gare de Biarritz |                                                                               |                                                                               |                                                                               |                                                                               |                                                                               |                                                                               |                                                                               |                                                                               |
| 21    | Autre : - Arrêts non accessibles aux UFR : — - Fréquences : 60 min - Date de dernière mise à jour : 11 janvier 2025. |                                                                               |                                                                               |                                                                               |                                                                               |                                                                               |                                                                               |                                                                               |                                                                               |
| 21    | Dernière actualisation : — |                                                                               |                                                                               |                                                                               |                                                                               |                                                                               |                                                                               |                                                                               |                                                                               |

,,

### Réseau rétro littoral
| Ligne | Caractéristiques | Caractéristiques | Caractéristiques | Caractéristiques | Caractéristiques | Caractéristiques | Caractéristiques | Caractéristiques | Caractéristiques |
| 42    | Bayonne — Place des Basques ⥋ Urt — Les Coteaux / Sames — Village | Bayonne — Place des Basques ⥋ Urt — Les Coteaux / Sames — Village                                                                               | Bayonne — Place des Basques ⥋ Urt — Les Coteaux / Sames — Village                                                                               | Bayonne — Place des Basques ⥋ Urt — Les Coteaux / Sames — Village                                                                               | Bayonne — Place des Basques ⥋ Urt — Les Coteaux / Sames — Village                                                                               | Bayonne — Place des Basques ⥋ Urt — Les Coteaux / Sames — Village                                                                               | Bayonne — Place des Basques ⥋ Urt — Les Coteaux / Sames — Village                                                                               | Bayonne — Place des Basques ⥋ Urt — Les Coteaux / Sames — Village                                                                               | Bayonne — Place des Basques ⥋ Urt — Les Coteaux / Sames — Village                                                                               |
| ----- | --- | --- | --- | --- | --- | --- | --- | --- | --- |
| 42    | Ouverture / Fermeture 2 septembre 2019 / — | Longueur 38,6 km | Durée 40 min | Nb. d’arrêts 21 | Matériel — | Jours de fonctionnement L, Ma, Me, J, V, S | Jour / Soir / Nuit / Fêtes O / N / N / N | Voy. / an — | Exploitant Transdev ATCRB Hiruak Bat |
| 42    | Desserte : - Villes et lieux desservis : Bayonne (Place des Basques, Réduit Boufflers, La Nautique, Napoléon, Quai Resplandy, Garinde, Salines, Centre Commercial Ametzondo), Mouguerre (Centre Européen de Fret), Lahonce (Parc d'Activités, Doria, Tellechea, Bourg, Abbaye), Urcuit (Château d'Eau, Destinée, Bourg), Urt (Centre de Secours, Les Coteaux, Place, Port), Guiche (Port), Sames (Village). | | | | | | | | |
| 42    | Autre : - Arrêts non accessibles aux UFR : — - Fréquences (heures pointe/ heures creuses) : 12 A/R par jour du lundi au vendredi, 3 A/R le samedi. - Particularités : Seules 3 courses débutent ou se terminent après l'arrêt Les Coteaux à Urt, en continuant jusqu'à Sames — Village - Date de dernière mise à jour : 6 janvier 2025. | | | | | | | | |
| 42    | Dernière actualisation : — | | | | | | | | |
| 13    | Bayonne — place des Basques ⥋ Espelette — Mendi Alde - bourg / Hasparren — place Harana / La Bastide-Clairence — bourg / Saint-Esteben — mairie | Bayonne — place des Basques ⥋ Espelette — Mendi Alde - bourg / Hasparren — place Harana / La Bastide-Clairence — bourg / Saint-Esteben — mairie | Bayonne — place des Basques ⥋ Espelette — Mendi Alde - bourg / Hasparren — place Harana / La Bastide-Clairence — bourg / Saint-Esteben — mairie | Bayonne — place des Basques ⥋ Espelette — Mendi Alde - bourg / Hasparren — place Harana / La Bastide-Clairence — bourg / Saint-Esteben — mairie | Bayonne — place des Basques ⥋ Espelette — Mendi Alde - bourg / Hasparren — place Harana / La Bastide-Clairence — bourg / Saint-Esteben — mairie | Bayonne — place des Basques ⥋ Espelette — Mendi Alde - bourg / Hasparren — place Harana / La Bastide-Clairence — bourg / Saint-Esteben — mairie | Bayonne — place des Basques ⥋ Espelette — Mendi Alde - bourg / Hasparren — place Harana / La Bastide-Clairence — bourg / Saint-Esteben — mairie | Bayonne — place des Basques ⥋ Espelette — Mendi Alde - bourg / Hasparren — place Harana / La Bastide-Clairence — bourg / Saint-Esteben — mairie | Bayonne — place des Basques ⥋ Espelette — Mendi Alde - bourg / Hasparren — place Harana / La Bastide-Clairence — bourg / Saint-Esteben — mairie |
| 13    | Ouverture / Fermeture 2 septembre 2019 / — | Longueur 48,4 km | Durée 29 min | Nb. d’arrêts 43 | Matériel — | Jours de fonctionnement L, Ma, Me, J, V, S | Jour / Soir / Nuit / Fêtes O / N / N / N | Voy. / an — | Exploitant Transdev ATCRB Hiruak Bat |
| 13    | Desserte : - Villes et lieux desservis : Bayonne (place des Basques, réduit Boufflers, La Nautique, Napoléon, quai Resplandy, Garinde, Salines, centre commercial Ametzondo), Mouguerre (croix de Mouguerre, église du bourg, Mendilaskor, Garatia), Briscous (Les Salines, lotissement Imistola, bourg, Pagoeta, Z.A. Mendiko Borda), Hasparren (Toki Ona, Labiry, C.F.A., Mendeala, Eyhertza, place Harana), Ayherre (Lauak, bourg), La Bastide-Clairence (bourg), Isturits (mairie), Saint-Martin-d'Arberoue (mairie), Saint-Esteben (mairie). - Gares desservies : - | | | | | | | | |
| 13    | Autre : - Arrêts non accessibles aux UFR : — - Fréquences (heures pointe/ heures creuses) : HP 20 min / HC 60 min - Particularités : - Date de dernière mise à jour : 25 janvier 2021. | | | | | | | | |
| 13    | Dernière actualisation : — | | | | | | | | |
| 14    | Bayonne — place des basques ⥋ Espelette — Mendi Alde - bourg | Bayonne — place des basques ⥋ Espelette — Mendi Alde - bourg                                                                                    | Bayonne — place des basques ⥋ Espelette — Mendi Alde - bourg                                                                                    | Bayonne — place des basques ⥋ Espelette — Mendi Alde - bourg                                                                                    | Bayonne — place des basques ⥋ Espelette — Mendi Alde - bourg                                                                                    | Bayonne — place des basques ⥋ Espelette — Mendi Alde - bourg                                                                                    | Bayonne — place des basques ⥋ Espelette — Mendi Alde - bourg                                                                                    | Bayonne — place des basques ⥋ Espelette — Mendi Alde - bourg                                                                                    | Bayonne — place des basques ⥋ Espelette — Mendi Alde - bourg                                                                                    |
| 14    | Ouverture / Fermeture 2 septembre 2019 / — | Longueur 26,9 km | Durée 26 min | Nb. d’arrêts 23 | Matériel — | Jours de fonctionnement L, Ma, Me, J, V, S, D                                                                                                   | Jour / Soir / Nuit / Fêtes O / N / N / N | Voy. / an — | Exploitant Transdev ATCRB Hiruak Bat |
| 14    | Desserte : - Villes et lieux desservis : Bayonne (place des Basques, Saint-Léon, hôpital, lycée, Marracq, E.D.F., technocité, Maignon), Bassussarry (Z.A.C. Makila), Ustaritz (Arrauntz, Herauritz, La Guadeloupe, église, Bazter Karrika, gare Routière), Larressore (quartier Legarria), Cambo-les-Bains (portail Arnaga, lotissement Souberbielle, place Sorhainde, gare routière, camping Bistaeder), Espelette (Haitzaga, Mendi Alde - bourg). - Gares desservies : gare de Cambo-les-Bains                                                                         | | | | | | | | |
| 14    | Autre : - Arrêts non accessibles aux UFR : — - Fréquences (heures pointe/ heures creuses) : HP 60 min / HC 60 min, 5 A/R le samedi, 3 A/R le dimanche. - Particularités : - Date de dernière mise à jour : 25 janvier 2021. | | | | | | | | |
| 14    | Dernière actualisation : — | | | | | | | | |
| 45    | Saint-Jean-de-Luz - Halte routière ⥋ Sare - Lur Berri / Sare - Grottes de Sare | Saint-Jean-de-Luz - Halte routière ⥋ Sare - Lur Berri / Sare - Grottes de Sare                                                                  | Saint-Jean-de-Luz - Halte routière ⥋ Sare - Lur Berri / Sare - Grottes de Sare                                                                  | Saint-Jean-de-Luz - Halte routière ⥋ Sare - Lur Berri / Sare - Grottes de Sare                                                                  | Saint-Jean-de-Luz - Halte routière ⥋ Sare - Lur Berri / Sare - Grottes de Sare                                                                  | Saint-Jean-de-Luz - Halte routière ⥋ Sare - Lur Berri / Sare - Grottes de Sare                                                                  | Saint-Jean-de-Luz - Halte routière ⥋ Sare - Lur Berri / Sare - Grottes de Sare                                                                  | Saint-Jean-de-Luz - Halte routière ⥋ Sare - Lur Berri / Sare - Grottes de Sare                                                                  | Saint-Jean-de-Luz - Halte routière ⥋ Sare - Lur Berri / Sare - Grottes de Sare                                                                  |
| 45    | Ouverture / Fermeture 1er septembre 2016 / — | Longueur — | Durée 45 min | Nb. d’arrêts 12 | Matériel 2 Iveco Bus Crossway | Jours de fonctionnement L, Ma, Me, J, V, S, D                                                                                                   | Jour / Soir / Nuit / Fêtes O / N / N / O | Voy. / an — | Exploitant Transdev ATCRB Hiruak Bat |
| 45    | Desserte : - Villes et lieux desservis : Saint-Jean-de-Luz (Halte routière, Ur Bidea, Chantaco LP Arrue). Ascain (Serres, Lanazia Larre Lore, Lur Eder, Vierge, Place). Sare (Col de Saint Ignace, Lur Berri, Portua et Grottes de Sare). - Amplitudes horaires : La ligne fonctionne du lundi au dimanche. Elle ne dessert les arrêts Portua et Grottes de Sare seulement entre mi-avril et début novembre. - Date de dernière mise à jour : 11 novembre 2022. | | | | | | | | |
| 45    | Autre : | | | | | | | | |
| 45    | Dernière actualisation : — | | | | | | | | |
| 47    | Saint-Jean-de-Luz — Halte routière ⥋ Saint-Pée-sur-Nivelle — Pont d'Amotz / Aïnhoa — | Saint-Jean-de-Luz — Halte routière ⥋ Saint-Pée-sur-Nivelle — Pont d'Amotz / Aïnhoa —                                                            | Saint-Jean-de-Luz — Halte routière ⥋ Saint-Pée-sur-Nivelle — Pont d'Amotz / Aïnhoa —                                                            | Saint-Jean-de-Luz — Halte routière ⥋ Saint-Pée-sur-Nivelle — Pont d'Amotz / Aïnhoa —                                                            | Saint-Jean-de-Luz — Halte routière ⥋ Saint-Pée-sur-Nivelle — Pont d'Amotz / Aïnhoa —                                                            | Saint-Jean-de-Luz — Halte routière ⥋ Saint-Pée-sur-Nivelle — Pont d'Amotz / Aïnhoa —                                                            | Saint-Jean-de-Luz — Halte routière ⥋ Saint-Pée-sur-Nivelle — Pont d'Amotz / Aïnhoa —                                                            | Saint-Jean-de-Luz — Halte routière ⥋ Saint-Pée-sur-Nivelle — Pont d'Amotz / Aïnhoa —                                                            | Saint-Jean-de-Luz — Halte routière ⥋ Saint-Pée-sur-Nivelle — Pont d'Amotz / Aïnhoa —                                                            |
| 47    | Ouverture / Fermeture 1er septembre 2016 / — | Longueur — | Durée 56 min | Nb. d’arrêts 25 | Matériel Autocars | Jours de fonctionnement L, Ma, Me, J, V, S | Jour / Soir / Nuit / Fêtes O / N / N / N | Voy. / an — | Exploitant Transdev ATCRB Hiruak Bat |
| 47    | Desserte : - Villes et lieux desservis : Saint-Jean-de-Luz (Port, Lycée Saint-Thomas-d'Aquin, Lycée de Chantaco), Ascain (Zones d'activités Lanzelai et Andeinia), Saint-Pée-sur-Nivelle (Zone d'activités Lizardia, Mairie, Église Saint-Pierre, Lac, Pont d'Amotz) et Aïnhoa (Notre-Dame-de-l'Assomption, Frontière) - Gare desservie : Gare de Saint-Jean-de-Luz - Ciboure. | | | | | | | | |
| 47    | Autre : - Amplitudes horaires : La ligne fonctionne du lundi au samedi. - Particularités : - Un départ et une arrivée à Dantxaria sont sur réservation préalable. | | | | | | | | |
| 47    | Dernière actualisation : — | | | | | | | | |
| 49    | Saint-Jean-de-Luz — Halte routière ⥋ Cambo-les-Bains — Gare SNCF | Saint-Jean-de-Luz — Halte routière ⥋ Cambo-les-Bains — Gare SNCF                                                                                | Saint-Jean-de-Luz — Halte routière ⥋ Cambo-les-Bains — Gare SNCF                                                                                | Saint-Jean-de-Luz — Halte routière ⥋ Cambo-les-Bains — Gare SNCF                                                                                | Saint-Jean-de-Luz — Halte routière ⥋ Cambo-les-Bains — Gare SNCF                                                                                | Saint-Jean-de-Luz — Halte routière ⥋ Cambo-les-Bains — Gare SNCF                                                                                | Saint-Jean-de-Luz — Halte routière ⥋ Cambo-les-Bains — Gare SNCF                                                                                | Saint-Jean-de-Luz — Halte routière ⥋ Cambo-les-Bains — Gare SNCF                                                                                | Saint-Jean-de-Luz — Halte routière ⥋ Cambo-les-Bains — Gare SNCF                                                                                |
| 49    | Ouverture / Fermeture 1er septembre 2016 / - | Longueur — | Durée 40 min | Nb. d’arrêts 20 | Matériel Autocar | Jours de fonctionnement L, Ma, Me, J, V, S | Jour / Soir / Nuit / Fêtes O / N / N / N | Voy. / an — | Exploitant Transdev ATCRB Hiruak Bat |
| 49    | Desserte : - Villes et lieux desservis : Saint-Jean-de-Luz (Port, Lycée Saint-Thomas-d'Aquin, Lycée de Chantaco), Ascain (Zones d'activités Lanzelai et Andeinia), Saint-Pée-sur-Nivelle (Zone d'activités Lizardia, Mairie, Église Saint-Pierre, Lac, Pont d'Amotz) et Aïnhoa (Notre-Dame-de-l'Assomption, Frontière) - Gare desservie : Gare de Saint-Jean-de-Luz - Ciboure. | | | | | | | | |
| 49    | Autre : - | | | | | | | | |
| 49    | Dernière actualisation : — | | | | | | | | |

### Réseau intérieur
| Ligne | Caractéristiques | Caractéristiques                                                                                           | Caractéristiques                                                                                           | Caractéristiques                                                                                           | Caractéristiques                                                                                           | Caractéristiques                                                                                           | Caractéristiques                                                                                           | Caractéristiques                                                                                           | Caractéristiques                                                                                           |
| 10    | Saint-Étienne-de-Baïgorry — Fronton ⥋ Saint-Palais — Eglise | Saint-Étienne-de-Baïgorry — Fronton ⥋ Saint-Palais — Eglise                                                | Saint-Étienne-de-Baïgorry — Fronton ⥋ Saint-Palais — Eglise                                                | Saint-Étienne-de-Baïgorry — Fronton ⥋ Saint-Palais — Eglise                                                | Saint-Étienne-de-Baïgorry — Fronton ⥋ Saint-Palais — Eglise                                                | Saint-Étienne-de-Baïgorry — Fronton ⥋ Saint-Palais — Eglise                                                | Saint-Étienne-de-Baïgorry — Fronton ⥋ Saint-Palais — Eglise                                                | Saint-Étienne-de-Baïgorry — Fronton ⥋ Saint-Palais — Eglise                                                | Saint-Étienne-de-Baïgorry — Fronton ⥋ Saint-Palais — Eglise                                                |
| ----- | --- | --- | --- | --- | --- | --- | --- | --- | --- |
| 10    | Ouverture / Fermeture 2 septembre 2019 / — | Longueur 42,7 km                                                                                           | Durée 54 min                                                                                               | Nb. d’arrêts 17                                                                                            | Matériel —                                                                                                 | Jours de fonctionnement L, Ma, Me, J, V                                                                    | Jour / Soir / Nuit / Fêtes O / N / N / N                                                                   | Voy. / an —                                                                                                | Exploitant Hiruak Bat                                                                                      |
| 10    | Desserte : - Villes et lieux desservis : Saint-Étienne-de-Baïgorry (fronton, collège Jean-Pujo), Irouléguy (entrée du village), Ascarat (Garataine), Uhart-Cize (village), Saint-Jean-Pied-de-Port (gare SNCF, Galanaene), Saint-Jean-le-Vieux (place), Lacarre (mairie), Ainhice-Mongelos (bourg), Larceveau-Arros-Cibits (bourg), Ostabat-Asme (Jeantinea), Arhansus (Harambeltz), Uhart-Mixe (Mairie), Béhasque-Lapiste (Oyantoa), Saint-Palais (hôpital, église). - Gares desservies : gare de Saint-Jean-Pied-de-Port | | | | | | | | |
| 10    | Autre : - Arrêts non accessibles aux UFR : — - Fréquences (heures pointe/ heures creuses) : 3 A/R en semaine - Particularités : - Date de dernière mise à jour : 13 octobre 2024. | | | | | | | | |
| 10    | Dernière actualisation : — | | | | | | | | |
| 11    | Bayonne — place des Basques ⥋ Saint-Palais — hôpital / Mauléon-Licharre — gare / Tardets-Sorholus — mairie | Bayonne — place des Basques ⥋ Saint-Palais — hôpital / Mauléon-Licharre — gare / Tardets-Sorholus — mairie | Bayonne — place des Basques ⥋ Saint-Palais — hôpital / Mauléon-Licharre — gare / Tardets-Sorholus — mairie | Bayonne — place des Basques ⥋ Saint-Palais — hôpital / Mauléon-Licharre — gare / Tardets-Sorholus — mairie | Bayonne — place des Basques ⥋ Saint-Palais — hôpital / Mauléon-Licharre — gare / Tardets-Sorholus — mairie | Bayonne — place des Basques ⥋ Saint-Palais — hôpital / Mauléon-Licharre — gare / Tardets-Sorholus — mairie | Bayonne — place des Basques ⥋ Saint-Palais — hôpital / Mauléon-Licharre — gare / Tardets-Sorholus — mairie | Bayonne — place des Basques ⥋ Saint-Palais — hôpital / Mauléon-Licharre — gare / Tardets-Sorholus — mairie | Bayonne — place des Basques ⥋ Saint-Palais — hôpital / Mauléon-Licharre — gare / Tardets-Sorholus — mairie |
| 11    | Ouverture / Fermeture 2 septembre 2019 / — | Longueur 93,8 km                                                                                           | Durée 1h50 min                                                                                             | Nb. d’arrêts 39                                                                                            | Matériel —                                                                                                 | Jours de fonctionnement L, Ma, Me, J, V, S                                                                 | Jour / Soir / Nuit / Fêtes O / N / N / N                                                                   | Voy. / an —                                                                                                | Exploitant Hiruak Bat                                                                                      |
| 11    | Desserte : - Villes et lieux desservis : Bayonne (place des Basques, réduit Boufflers, La Nautique, Napoléon, quai Resplandy, Garinde, Salines, centre commercial Ametzondo), Briscous (quartier La Commune), Bardos (place, bascule), Bidache (place du Fronton, Le Battan), Arraute-Charritte (église), Masparraute (village, Potroénéa), Luxe-Sumberraute (village), Garris (église), Saint-Palais (église, hôpital), Béhasque-Lapiste (village), Domezain-Berraute (Berraute), Domezain (place), Etcharry (village, La Croix), Charritte-de-Bas (bourg), Espès-Undurein (centre, place), Viodos-Abense-de-Bas (bourg, Egui Begia), Mauléon-Licharre (gare, Arrabotü Handia), Gotein-Libarrenx (bourg, Pplace), Menditte (Laxagueborde Berho), Sauguis-Saint-Étienne (bourg), Trois-Villes (fronton), Tardets-Sorholus (mairie). - Gares desservies : Aucune | | | | | | | | |
| 11    | Autre : - Arrêts non accessibles aux UFR : — - Fréquences (heures pointe/ heures creuses) : 8 A/R en semaine, 3 A/R le samedi. - Particularités : - Date de dernière mise à jour : 13 octobre 2024. | | | | | | | | |
| 11    | Dernière actualisation : — | | | | | | | | |
| 15    | Cambo-les-Bains — gare SNCF ⥋ Iholdy — bourg | Cambo-les-Bains — gare SNCF ⥋ Iholdy — bourg                                                               | Cambo-les-Bains — gare SNCF ⥋ Iholdy — bourg                                                               | Cambo-les-Bains — gare SNCF ⥋ Iholdy — bourg                                                               | Cambo-les-Bains — gare SNCF ⥋ Iholdy — bourg                                                               | Cambo-les-Bains — gare SNCF ⥋ Iholdy — bourg                                                               | Cambo-les-Bains — gare SNCF ⥋ Iholdy — bourg                                                               | Cambo-les-Bains — gare SNCF ⥋ Iholdy — bourg                                                               | Cambo-les-Bains — gare SNCF ⥋ Iholdy — bourg                                                               |
| 15    | Ouverture / Fermeture 2 septembre 2019 / — | Longueur 39,8 km                                                                                           | Durée 27 min                                                                                               | Nb. d’arrêts 17                                                                                            | Matériel —                                                                                                 | Jours de fonctionnement L, Ma, Me, J, V                                                                    | Jour / Soir / Nuit / Fêtes O / N / N / N                                                                   | Voy. / an —                                                                                                | Exploitant Hiruak Bat                                                                                      |
| 15    | Desserte : - Villes et lieux desservis : Cambo-les-Bains (gare SNCF, gare routière, place Sorhainde, avenue de Navarre, pont des Thermes, lotissement Arriéta), Hasparren (Urcuray, C.F.A., Labiry, Mendeala, place Harana), Bonloc (mairie), Mendionde (Gerezieta), Hélette (RD 22 (Abribus), bourg (rond-point café bar)), Irissarry (salle Airoski), Iholdy (bourg). - Gares desservies : gare de Cambo-les-Bains | | | | | | | | |
| 15    | Autre : - Arrêts non accessibles aux UFR : — - Fréquences (heures pointe/ heures creuses) : 3 A/R en semaine - Particularités : - Date de dernière mise à jour : 13 octobre 2024. | | | | | | | | |
| 15    | Dernière actualisation : — | | | | | | | | |
| 16    | KINTOA-MUGI | KINTOA-MUGI                                                                                                | KINTOA-MUGI                                                                                                | KINTOA-MUGI                                                                                                | KINTOA-MUGI                                                                                                | KINTOA-MUGI                                                                                                | KINTOA-MUGI                                                                                                | KINTOA-MUGI                                                                                                | KINTOA-MUGI                                                                                                |
| 16    | Urepel — place ⥋ Saint-Martin-d'Arrossa — gare SNCF / Ossès — centre de loisirs | | | | | | | | |
| 16    | Ouverture / Fermeture 2 septembre 2019 / — | Longueur 27,4 km                                                                                           | Durée 33 à 43 min                                                                                          | Nb. d’arrêts 13                                                                                            | Matériel —                                                                                                 | Jours de fonctionnement L, Ma, Me, J, V                                                                    | Jour / Soir / Nuit / Fêtes O / N / N / N                                                                   | Voy. / an —                                                                                                | Exploitant Hiruak Bat                                                                                      |
| 16    | Desserte : - Villes et lieux desservis : Urepel (place), Aldudes (Pierre Oteiza, ZA Erreka Gorri, aire de covoiturage), Banca (Pisciculture, Olhaberri), Saint-Étienne-de-Baïgorry (Gaineko Karrika, fronton, collège Jean-Pujo, parking piscine municipale), Saint-Martin-d'Arrossa (pont, gare SNCF), Ossès (centre de loisirs). - Gares desservies : gare d'Ossès - Saint-Martin-d'Arrossa | | | | | | | | |
| 16    | Autre : - Arrêts non accessibles aux UFR : — - Fréquences (heures pointe/ heures creuses) : 2,5 A/R du lundi au vendredi - Particularités : desserte de l'arrêt centre de loisirs et parking Piscine municipale uniquement le matin en direction d’Ossès, et uniquement l’après midi en direction d’Urepel. - Date de dernière mise à jour : 13 octobre 2024. | | | | | | | | |
| 16    | Dernière actualisation : — | | | | | | | | |

### Txik Txak - Le transport scolaire
Le Syndicat des mobilités Pays Basque-Adour est chargé de la gestion des transports scolaires depuis la rentrée de septembre 2018 à la suite du transfert de compétences avec la Région Nouvelle Aquitaine. Le champ de cette compétence correspond aux transports des élèves domiciliés et scolarisés sur le ressort territorial du Syndicat (158 communes du Pays basque + la commune de Tarnos).
Ce service des transports scolaires s’adresse aux enfants scolarisés en primaire, aux collèges et lycées.

### Txik Txak: Transport à la demande
Un service de transport à la demande est disponible dans 148 communes du Pays Basque. Il permet de pallier l'absence de lignes régulières, en proposant une prise en charge à l'adresse choisie par l'usager, jusqu'à un des points de dépose défini pour la commune, permettant ainsi d'accéder à des correspondances, ou des commerces par exemple. Le service fonctionne du lundi au samedi, de 7 h 30 à 19 h 0, pour le prix d'un voyage classique en bus (1€30), ou avec un abonnement.

### Proxi'bus
La ligne 53 est mise en service le 4 juin 2019. Elle traverse principalement Mauléon-Licharre, mais aussi Chéraute et dessert les établissements scolaires, les zones commerciales et les quartiers résidentiels,.
La ligne 55 est mise en service le 2 septembre 2019. Elle traverse cinq communes : Béhasque-Lapiste, Saint-Palais, Amendeuix-Oneix, Aïcirits-Camou-Suhast et Arbérats-Sillègue, et y dessert les établissements scolaires, zones commerciales, et quartiers résidentiels,.
Les lignes 57 et 59 sont mises en service le 17 janvier 2020. La première ne dessert que Cambo-les-Bains, en passant notamment par le centre-ville, les commerces et la gare. La deuxième passe par Cambo-les-Bains, mais aussi par Itxassou et dessert les deux centres-villes, les équipements sportifs et les établissements scolaires. Elles sont exploitées par Transdev ATCRB et Transport Miral, avec deux véhicules de type minibus par ligne,,.
La ligne 61 à Ustaritz est créée en 2021 et est exploitée par Transdev Sud Ouest ATCRB. La ligne est arrêtée en septembre 2023 faute de fréquentation.
Les lignes 54, 56 et 58 sont créées à l'été 2022. La première assure une liaison entre le terminus Hauts de Bayonne de la ligne T1 avec la commune de Saint-Martin de Seignanx. La seconde est un prolongement du réseau jusqu'à Ondres.
| Ligne | Caractéristiques | Caractéristiques                                        | Caractéristiques                                        | Caractéristiques                                        | Caractéristiques                                        | Caractéristiques                                        | Caractéristiques                                        | Caractéristiques                                        | Caractéristiques                                        |
| 53    | Proxi'bus Mauléon | Proxi'bus Mauléon                                       | Proxi'bus Mauléon                                       | Proxi'bus Mauléon                                       | Proxi'bus Mauléon                                       | Proxi'bus Mauléon                                       | Proxi'bus Mauléon                                       | Proxi'bus Mauléon                                       | Proxi'bus Mauléon                                       |
| 53    | Mauléon-Licharre — Mendialde ⥋ Chéraute — Herriko Etxea | Mauléon-Licharre — Mendialde ⥋ Chéraute — Herriko Etxea | Mauléon-Licharre — Mendialde ⥋ Chéraute — Herriko Etxea | Mauléon-Licharre — Mendialde ⥋ Chéraute — Herriko Etxea | Mauléon-Licharre — Mendialde ⥋ Chéraute — Herriko Etxea | Mauléon-Licharre — Mendialde ⥋ Chéraute — Herriko Etxea | Mauléon-Licharre — Mendialde ⥋ Chéraute — Herriko Etxea | Mauléon-Licharre — Mendialde ⥋ Chéraute — Herriko Etxea | Mauléon-Licharre — Mendialde ⥋ Chéraute — Herriko Etxea |
| ----- | --- | ------------------------------------------------------- | ------------------------------------------------------- | ------------------------------------------------------- | ------------------------------------------------------- | ------------------------------------------------------- | ------------------------------------------------------- | ------------------------------------------------------- | ------------------------------------------------------- |
| 53    | Ouverture / Fermeture 4 juin 2019 / — | Longueur —                                              | Durée 27 min                                            | Nb. d’arrêts 21                                         | Matériel —                                              | Jours de fonctionnement L, Ma, Me, J, V, S              | Jour / Soir / Nuit / Fêtes O / N / N / N                | Voy. / an —                                             | Exploitant Autocars Souletins                           |
| 53    | Desserte : - Ville et lieux desservis : Mauléon-Licharre (Mendialde, Cité du Midi, Farmazia, Geltokia, Gambetta, Arrabotü handia, Herriko Etxea, Pôle Santé de Soule, Cimetière, SPI AERO, Info günea, Victor Hugo, Berges du Gave, Collège – Lycée St François, Hippodrome, Zinema, Maule gainea Ezpizenborda, Lycée Professionnel Champo, Collège Argia / Piscine), Chéraute (Lycée du Pays de Soule, Herriko Etxea). - Interconnexions : 11                   |                                                         |                                                         |                                                         |                                                         |                                                         |                                                         |                                                         |                                                         |
| 53    | Autre : - Plan et horaires de la ligne : [PDF] [Consulter en ligne]. - Date de dernière mise à jour : 8 mars 2021. |                                                         |                                                         |                                                         |                                                         |                                                         |                                                         |                                                         |                                                         |
| 53    | Dernière actualisation : — |                                                         |                                                         |                                                         |                                                         |                                                         |                                                         |                                                         |                                                         |
| 55    | Proxi'bus Saint-Palais | Proxi'bus Saint-Palais                                  | Proxi'bus Saint-Palais                                  | Proxi'bus Saint-Palais                                  | Proxi'bus Saint-Palais                                  | Proxi'bus Saint-Palais                                  | Proxi'bus Saint-Palais                                  | Proxi'bus Saint-Palais                                  | Proxi'bus Saint-Palais                                  |
| 55    | Béhasque-Lapiste — Behaskane ⥋ Aïcirits-Camou-Suhast — Ttarga / Arbérats-Sillègue — Arberatze |                                                         |                                                         |                                                         |                                                         |                                                         |                                                         |                                                         |                                                         |
| 55    | Ouverture / Fermeture 2 septembre 2019 / — | Longueur —                                              | Durée 23 min / 33 min                                   | Nb. d’arrêts 24                                         | Matériel —                                              | Jours de fonctionnement L, Ma, Me, J, V, S              | Jour / Soir / Nuit / Fêtes O / N / N / N                | Voy. / an —                                             | Exploitant Hiruak Bat                                   |
| 55    | Desserte : - Villes et lieux desservis : Béhasque-Lapiste (Behaskane, Bizkarreta, Beila Bidia), Saint-Palais (Sorho Handi, Nafarroa, Bideak, Lagarrague, Kapilla, Église, Mairie, Sainte Elisabeth, Arthez), Amendeuix-Oneix (Alegera), Saint-Palais (Pilota plaza, Église, Donaiki, Hôpital, Eskolak, Terrains de foot), Aïcirits-Camou-Suhast (Aiziritze, Bordaberri, Ttarga, Lur Berri, Larramendia), Arbérats-Sillègue (Arberatze) - Interconnexions : 10 11 |                                                         |                                                         |                                                         |                                                         |                                                         |                                                         |                                                         |                                                         |
| 55    | Autre : - Plan et horaires de la ligne : [PDF] [Consulter en ligne]. - Date de dernière mise à jour : 8 mars 2021. |                                                         |                                                         |                                                         |                                                         |                                                         |                                                         |                                                         |                                                         |
| 55    | Dernière actualisation : — |                                                         |                                                         |                                                         |                                                         |                                                         |                                                         |                                                         |                                                         |
| 57    | Proxi'bus Cambo | Proxi'bus Cambo                                         | Proxi'bus Cambo                                         | Proxi'bus Cambo                                         | Proxi'bus Cambo                                         | Proxi'bus Cambo                                         | Proxi'bus Cambo                                         | Proxi'bus Cambo                                         | Proxi'bus Cambo                                         |
| 57    | Cambo-les-Bains — Portail Arnaga ⥋ Cambo-les-Bains — Behereko Plaza |                                                         |                                                         |                                                         |                                                         |                                                         |                                                         |                                                         |                                                         |
| 57    | Ouverture / Fermeture 17 janvier 2020 / — | Longueur —                                              | Durée 27 min                                            | Nb. d’arrêts 21                                         | Matériel —                                              | Jours de fonctionnement L, Ma, Me, J, V, S              | Jour / Soir / Nuit / Fêtes O / N / N / N                | Voy. / an —                                             | Exploitants Transdev ATCRB Autocars Miral               |
| 57    | Desserte : - Ville et lieux desservis : Cambo-les-Bains (Portail Arnaga, Iguzkian, Souberbielle, Gare Routière, Errobi Ikastola, Avenue d’Espagne, Place Sorhainde, Avenue de Navarre, Juantxuto, Annie Enia, Elorrimendi, Fagalde, Chocolaterie, Pont des Thermes, Lotissement Arrieta, Donapetria, Urtsua, Haurtzain, Gare SNCF, Jardin Public, Behereko plaza) - Interconnexions : 14 15 49 59 • Gare de Cambo-les-Bains                                      |                                                         |                                                         |                                                         |                                                         |                                                         |                                                         |                                                         |                                                         |
| 57    | Autre : - Plan et horaires de la ligne : [PDF] [Consulter en ligne]. - Date de dernière mise à jour : 8 mars 2021. |                                                         |                                                         |                                                         |                                                         |                                                         |                                                         |                                                         |                                                         |
| 57    | Dernière actualisation : — |                                                         |                                                         |                                                         |                                                         |                                                         |                                                         |                                                         |                                                         |
| 59    | Itxassou — Pilota plaza ⥋ Itxassou — Altzueta | Itxassou — Pilota plaza ⥋ Itxassou — Altzueta           | Itxassou — Pilota plaza ⥋ Itxassou — Altzueta           | Itxassou — Pilota plaza ⥋ Itxassou — Altzueta           | Itxassou — Pilota plaza ⥋ Itxassou — Altzueta           | Itxassou — Pilota plaza ⥋ Itxassou — Altzueta           | Itxassou — Pilota plaza ⥋ Itxassou — Altzueta           | Itxassou — Pilota plaza ⥋ Itxassou — Altzueta           | Itxassou — Pilota plaza ⥋ Itxassou — Altzueta           |
| 59    | Ouverture / Fermeture 17 janvier 2020 / — | Longueur —                                              | Durée 25 min                                            | Nb. d’arrêts 20                                         | Matériel —                                              | Jours de fonctionnement L, Ma, Me, J, V, S              | Jour / Soir / Nuit / Fêtes O / N / N / N                | Voy. / an —                                             | Exploitants Transdev ATCRB Autocars Miral               |
| 59    | Desserte : - Villes et lieux desservis : Itxassou (Pilota Plaza, Itsasuko Herriko Etxea, Ordokia), Cambo-les-Bains (Marienia, Chocolaterie, Landouzy, Les Terrasses, Pont des Thermes, Les Terrasses, Bon Air, Toki Eder, Kanboko Herriko Etxea, Place Sorhainde, Marronniers, Errobi Ikastola, Gare Routière, Piscine, Usimendia, Camping Bistaeder), Itxassou (Altzueta). - Interconnexions : 14 15 49 57 • Gare de Cambo-les-Bains                            |                                                         |                                                         |                                                         |                                                         |                                                         |                                                         |                                                         |                                                         |
| 59    | Autre : - Plan et horaires de la ligne : [PDF] [Consulter en ligne]. - Date de dernière mise à jour : 8 mars 2021. |                                                         |                                                         |                                                         |                                                         |                                                         |                                                         |                                                         |                                                         |
| 59    | Dernière actualisation : — |                                                         |                                                         |                                                         |                                                         |                                                         |                                                         |                                                         |                                                         |

### Txik Txak: le bateau
Le 10 août 2019, le service « Txik Txak : le Bateau » est lancé. Il permet aux usagers d'emprunter une txalupa (barque en basque), naviguant sur l'Adour, pour relier Bayonne à Boucau, voire Anglet à certaines périodes. La txalupa permet de transporter 76 personnes, et dispose de places pour des vélos et des personnes à mobilité réduite. Bien qu'identifiée comme un service propre du réseau Txik Txak, cette ligne est intégrée au réseau Txik Txak Nord,,. La ligne est suspendue en novembre 2022, faute d'une fréquentation trop faible.
| Ligne   | Caractéristiques | Caractéristiques                                                             | Caractéristiques                                                             | Caractéristiques                                                             | Caractéristiques                                                             | Caractéristiques                                                             | Caractéristiques                                                             | Caractéristiques                                                             | Caractéristiques                                                             |
| ADOUR 1 | Bayonne — Mairie de Bayonne ⥋ Boucau — Cale de Boucau / Anglet — Brise Lames                                                                                                  | Bayonne — Mairie de Bayonne ⥋ Boucau — Cale de Boucau / Anglet — Brise Lames | Bayonne — Mairie de Bayonne ⥋ Boucau — Cale de Boucau / Anglet — Brise Lames | Bayonne — Mairie de Bayonne ⥋ Boucau — Cale de Boucau / Anglet — Brise Lames | Bayonne — Mairie de Bayonne ⥋ Boucau — Cale de Boucau / Anglet — Brise Lames | Bayonne — Mairie de Bayonne ⥋ Boucau — Cale de Boucau / Anglet — Brise Lames | Bayonne — Mairie de Bayonne ⥋ Boucau — Cale de Boucau / Anglet — Brise Lames | Bayonne — Mairie de Bayonne ⥋ Boucau — Cale de Boucau / Anglet — Brise Lames | Bayonne — Mairie de Bayonne ⥋ Boucau — Cale de Boucau / Anglet — Brise Lames |
| ------- | --- | ---------------------------------------------------------------------------- | ---------------------------------------------------------------------------- | ---------------------------------------------------------------------------- | ---------------------------------------------------------------------------- | ---------------------------------------------------------------------------- | ---------------------------------------------------------------------------- | ---------------------------------------------------------------------------- | ---------------------------------------------------------------------------- |
| ADOUR 1 | Ouverture / Fermeture 10 août 2019 / novembre 2022 | Longueur —                                                                   | Durée 22 min / 30 min                                                        | Nb. d’arrêts 3 / 4                                                           | Matériel —                                                                   | Jours de fonctionnement L, Ma, Me, J, V, S, D                                | Jour / Soir / Nuit / Fêtes O / N / N / O                                     | Voy. / an —                                                                  | Exploitant —                                                                 |
| ADOUR 1 | Desserte : - Villes et lieux desservis : Bayonne (Mairie de Bayonne, Pont Grenet), Boucau (Cale de Boucau), Anglet (Brise Lames) - Interconnexions : T1 T2 4 6 32 36 38 48 50 |                                                                              |                                                                              |                                                                              |                                                                              |                                                                              |                                                                              |                                                                              |                                                                              |
| ADOUR 1 | Autre : - Plan et horaires de la ligne : [PDF] [Consulter en ligne]. - Date de dernière mise à jour : 8 mars 2021.                                                            |                                                                              |                                                                              |                                                                              |                                                                              |                                                                              |                                                                              |                                                                              |                                                                              |
| ADOUR 1 | Dernière actualisation : — |                                                                              |                                                                              |                                                                              |                                                                              |                                                                              |                                                                              |                                                                              |                                                                              |

### Txik Txak: le vélo

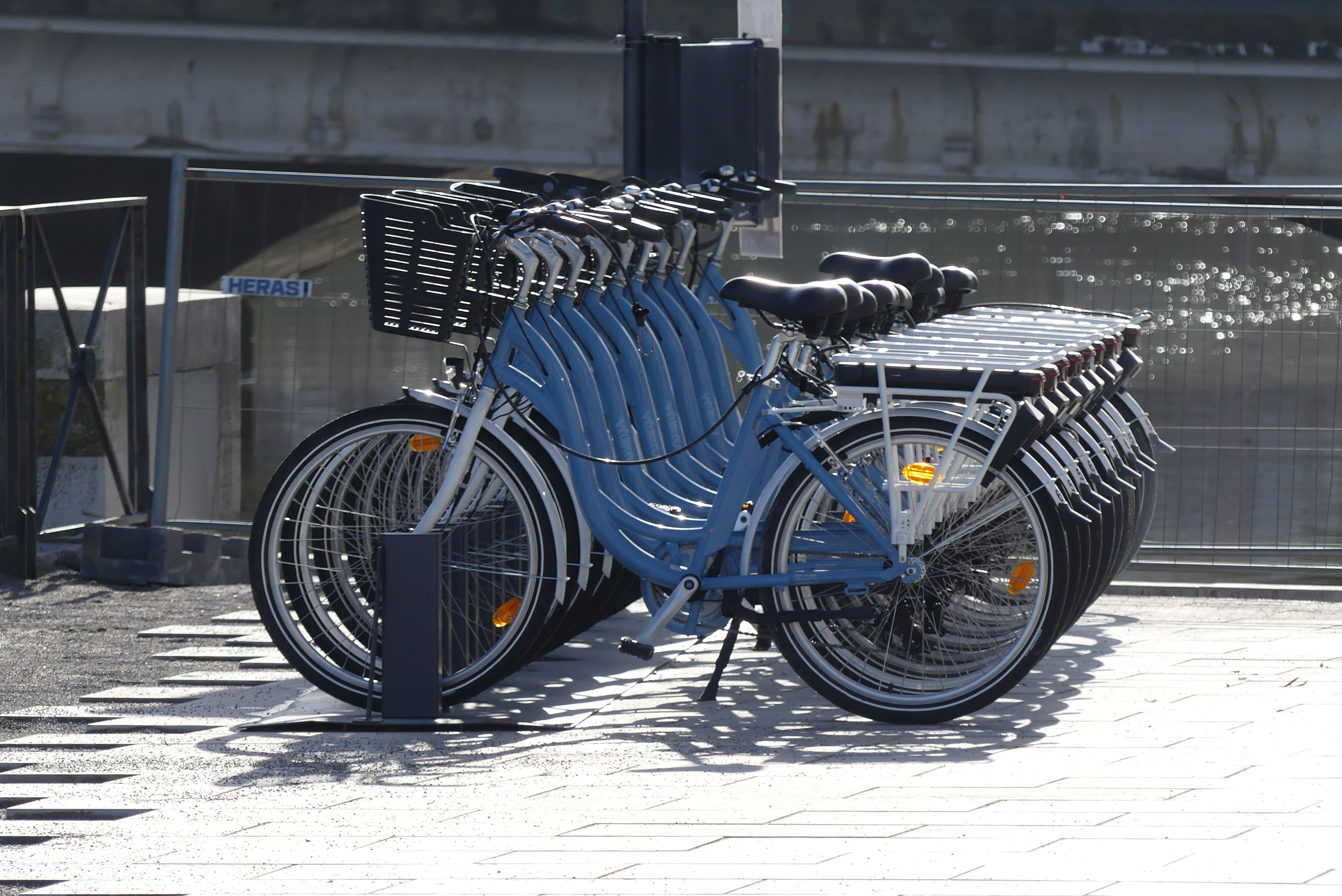
Une station « Vélibleu » à Bayonne, en 2019.

« Txik Txak : le Vélo » regroupe deux services de location de vélos, mis en place à la rentrée 2019. D'un côté : « Vélibleu », un service de vélo à assistance électrique en libre-service, louables pour une courte durée. Douze stations étaient réparties sur huit communes : Hendaye, Saint-Jean-de-Luz, Bidart, Biarritz, Anglet, Bayonne, Boucau et Tarnos. Le service cesse debut 2022 faute de public non trouvé. Cependant, depuis le 1er juin 2023, l'opérateur de vélos en libre-service Pony a déployé environ 800 vélos sur la côte basque. De plus, il existe aussi: « Vélo du Pays basque », un service de vélo à assistance électrique, louables pour une longue durée (de 1 à 4 mois),,.

### LePass Rocade 50
Le 1er octobre 2019 est lancé le « Pass Rocade 50 », qui permet aux habitants de 159 communes (communes du Pays Basque et Tarnos) de profiter d'une réduction de 50 %, pour leurs trajets effectués sur une partie de l'autoroute A63 (entre Ondres et Biriatou) et une partie de l'A64 (entre Guiche et Saint-Pierre-d'Irube). Pour en bénéficier, les usagers doivent effectuer au moins 20 trajets identiques en un mois, et souscrire un abonnement dans l'une des boutiques ASF. L'objectif est de reporter une partie du trafic sur l'autoroute, en proposant une réduction pour les usagers effectuant majoritairement des déplacements domicile-travail, et ainsi désengorger le trafic dans l'agglomération,,.

#### Txik Txak: le train
En décembre 2019, la ligne de Bayonne à Saint-Jean-Pied-de-Port est améliorée, notamment grâce à des financements de la région Nouvelle-Aquitaine. La fréquence des trains est augmentée et des aménagements autour des gares sont envisagés,.
| Ligne | Caractéristiques | Caractéristiques                                                         | Caractéristiques                                                         | Caractéristiques                                                         | Caractéristiques                                                         | Caractéristiques                                                         | Caractéristiques                                                         | Caractéristiques                                                         | Caractéristiques                                                         |
| 54    | Bayonne — Gare ⥋ Cambo-les-Bains — Gare / Saint-Jean-Pied-de-Port — Gare | Bayonne — Gare ⥋ Cambo-les-Bains — Gare / Saint-Jean-Pied-de-Port — Gare | Bayonne — Gare ⥋ Cambo-les-Bains — Gare / Saint-Jean-Pied-de-Port — Gare | Bayonne — Gare ⥋ Cambo-les-Bains — Gare / Saint-Jean-Pied-de-Port — Gare | Bayonne — Gare ⥋ Cambo-les-Bains — Gare / Saint-Jean-Pied-de-Port — Gare | Bayonne — Gare ⥋ Cambo-les-Bains — Gare / Saint-Jean-Pied-de-Port — Gare | Bayonne — Gare ⥋ Cambo-les-Bains — Gare / Saint-Jean-Pied-de-Port — Gare | Bayonne — Gare ⥋ Cambo-les-Bains — Gare / Saint-Jean-Pied-de-Port — Gare | Bayonne — Gare ⥋ Cambo-les-Bains — Gare / Saint-Jean-Pied-de-Port — Gare |
| ----- | --- | ------------------------------------------------------------------------ | ------------------------------------------------------------------------ | ------------------------------------------------------------------------ | ------------------------------------------------------------------------ | ------------------------------------------------------------------------ | ------------------------------------------------------------------------ | ------------------------------------------------------------------------ | ------------------------------------------------------------------------ |
| 54    | Ouverture / Fermeture 11 décembre 1898 / — | Longueur 52,1 km                                                         | Durée 25 min / 60 min                                                    | Nb. d’arrêts 5 / 8                                                       | Matériel —                                                               | Jours de fonctionnement L, Ma, Me, J, V, S, D                            | Jour / Soir / Nuit / Fêtes O / O / N / O                                 | Voy. / an —                                                              | Exploitant SNCF                                                          |
| 54    | Desserte : - Localités et gares desservies : Bayonne (gare), Villefranque (gare), Ustaritz (gare), Halsou (gare), Cambo-les-Bains (gare), Bidarray (gare), Saint-Martin-d'Arrossa (gare), Saint-Jean-Pied-de-Port (gare)                             |                                                                          |                                                                          |                                                                          |                                                                          |                                                                          |                                                                          |                                                                          |                                                                          |
| 54    | Autre : - Plan et horaires de la ligne : [PDF] [Consulter en ligne]. - Particularités : Du lundi au vendredi, quatre trajets ont leur terminus à Cambo-les-Bains et quatre à Saint-Jean-Pied-de-Port. - Date de dernière mise à jour : 15 mars 2021. |                                                                          |                                                                          |                                                                          |                                                                          |                                                                          |                                                                          |                                                                          |                                                                          |
| 54    | Dernière actualisation : — |                                                                          |                                                                          |                                                                          |                                                                          |                                                                          |                                                                          |                                                                          |                                                                          |

### Txik Txak: Kovoit'
Le 30 novembre 2020 est lancée une application mobile bilingue (en français et basque) et un site web, intitulé « Txik Txak Kovoit’ », ayant pour but de favoriser le covoiturage,.

## Identité visuelle et sémantique
« Txik Txak » est une onomatopée familière de la langue basque, employée par les pelotaris. Elle désigne « le bruit que fait la pelote lorsqu’elle frappe le sol, rebondit contre un mur, et frappe de nouveau le sol ».

### Entreseptembre 2019etmai 2022
Le logo, évoque le linge basque, aussi appelé bayadère, qui est un tissu à larges rayures multicolores disposées dans le sens de la largeur.

Logos du réseau et services
Logo du réseau.
Logo du service « Proxi'bus ».
Logo du service « le Bateau ».
Logo du service « le Vélo ».
Logo du service « le Pass Rocade ».
Logo du service « le Train ».
Logo du service « Kovoit' ».

### Depuismai 2022

Logos du réseau et services
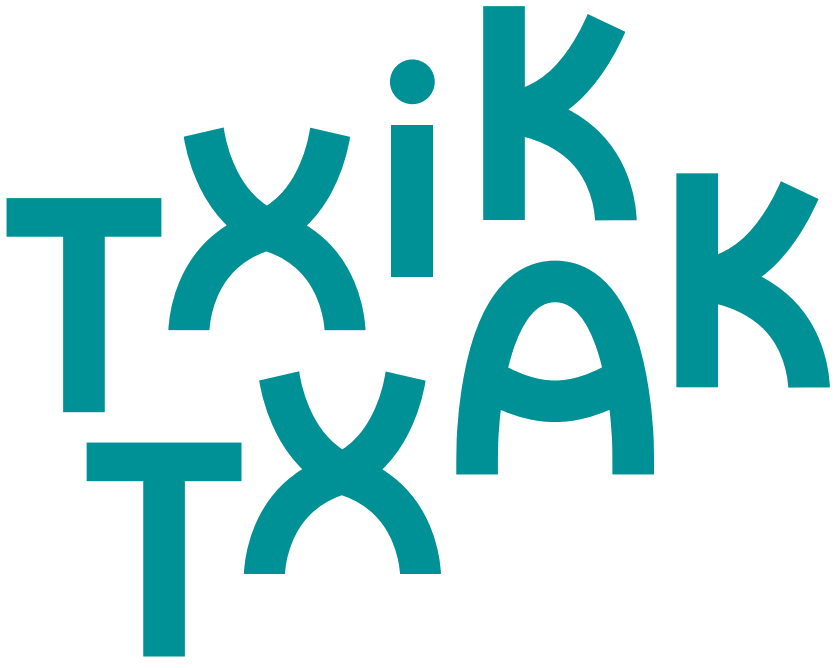
Logo du réseau.
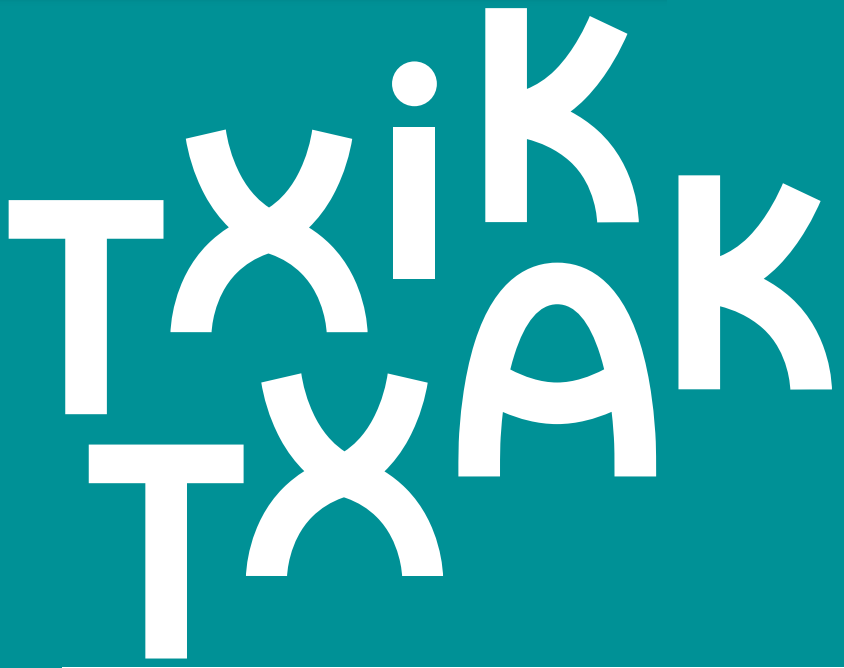
Variante.

## Tarification
La gamme tarifaire est unique sur tout le réseau Txik Txak.
|                                                   | - 28 ans                                      | 28 à 65 ans                              | +65 ans                               | Solidaire ( QF 431 et 620 € )            | Solidaire + ( QF <= 430 €)           |
| ------------------------------------------------- | --------------------------------------------- | ---------------------------------------- | ------------------------------------- | ---------------------------------------- | ------------------------------------ |
| 1 Voyage                                          | 1,30€                                         | 1,30€                                    | 1,30€                                 | 1,30€                                    | 1,30€                                |
| 10 Voyages                                        | 9,90€                                         | 9,90€                                    | 9,90€                                 | 9,90€                                    | 9,90€                                |
| 1 Jour                                            | 3,60€                                         | 3,60€                                    | 3,60€                                 | 3,60€                                    | 3,60€                                |
| 7 Jours                                           | 13,80€                                        | 13,80€                                   | 13,80€                                | 13,80€                                   | 13,80€                               |
| Euskopass                                         | 6€                                            | 6€                                       | 6€                                    | 6€                                       | 6€                                   |
| Mensuel                                           | 21€/ mois                                     | 37,50€/ mois                             | 26€/ mois                             | 18,50€/ mois                             | 9€/ mois                             |
| Annuel                                            | 8,50€/ mois ou 4€/ mois avec profil solidaire | 30€/ mois                                | 21€/mois                              | 15€/ mois                                | 7,50€/ mois                          |
| Pass liberté (Pas de prélèvement si aucun voyage) | 1 voyage: 0.99€ >21 voyages: 21€/mois         | 1 voyage: 0.99€ >38 voyages: 37,50€/mois | 1 voyage: 0.99€ >27 voyages: 26€/mois | 1 voyage: 0.99€ >19 voyages: 18,50€/mois | 1 voyage: 0.99€ >10 voyages: 9€/mois |

L'accès au réseau est gratuit pour les enfants de moins de six ans.